# Historieta en Yugoslavia
El cómic yugoslavo fue habitualmente minoritario en su propio país, dominado por la producción importada.
Tuvo, sin embargo, grandes revistas con abundancia de material autóctono, como "Oko", donde destacó Andrija Maurović, considerado el padre del cómic yugoslavo.  Entre 1935 y 1940 los hermanos Walter y Norbert Neugebauer lanzaron su propia revista, Vandrokas. En la misma época, pero en Belgrado, surgió Politikin zabavnik en la que trabajaron autores con gran influencia del cómic de aventuras estadounidense como Djordje Lobacev.
Tras la guerra, en 1955, apareció en Zagreb la revista  "Plavi vjesnik", ya a color y principal promotora de los nuevos valores nacionales, como Borivoj Dovniković, Zdenko Svircic, Zarco Beker, Vladimir Delač, Oto Reisinger y Jules Radilovic.  Partiendo de esta y otras revistas, algunos jóvenes historietistas adquirieron relevancia internacional: Milorad Dobric con su serie Ljuba Truba; Mirko Ilić, que empezó siendo parte del grupo Novi Kvadrat, Branislav Kerac y sobre todo Goran Delic, con sus originales relatos protagonizados por ratas.